# Önnarp
Önnarp är  kyrkbyn i Önnarps socken i Trelleborg kommun på Söderslätt i Skåne. Byn omnämns för första gången i skriftliga källor år 1358. SCB avgränsade här en småort mellan 2010 och 2020.
I Önnarp ligger Önnarps kyrka. 

## Uroxen från Önnarp
En uroxe blev uppgrävd i en torvmosse i Önnarp år 1840. Man kom fram till att uroxen hade blivit skjuten i ryggkotan av stenåldersmänniskor eftersom man hittat rester av en pil i ryggen. Uroxen överlevde pilen men fick en skottskada. Djuret blev sedan ännu en gång skjutet. Därefter tror man att uroxen sökt efter en sjö för att få vatten. Vid sjön dog sedan djuret och sjönk till bottnen. 
Uroxen var en fullvuxen tjur. Man har sett att den var en gammal tjur eftersom man på hornen hittat pärlbildningar, vilket tyder på att uroxen hade hög ålder. Skelettet saknar dock tänder vilket gör att man inte kan bestämma åldern.  Uroxen levde ungefär mellan 8000 och 8400 f.Kr.
Uroxen skänktes år 1847 till Zoologiska museet i Lund och har sedan dess blivit kvar i museets utställning. Den är ett av flera uroxefynd man har gjort i Skåne. Uroxen från Önnarp är det största och mest välbevarade skelettet från uroxe i Skåne. Skelettet blev ihopsatt av Sven Nilsson, professor i naturalhistoria vid Lunds universitet.